# Ледер, Филипп
Филипп Ледер (19 ноября 1934 — 2 февраля 2020) — американский генетик, действительный член Национальной академии наук США (1979).

## Биография
Родился в Вашингтоне, округ Колумбия, учился в Гарвардском университете, который окончил в 1956 году. В 1960 году окончил Гарвардскую медицинскую школу и продолжил своё медицинское образование в Университете Миннесоты.
Доктор Ледер являлся одним из самых опытных учёных эпохи современной молекулярной генетики. Наиболее известны его ранние работы и эксперименты с Ниренбергом над генетическим кодом. Он опубликовал несколько новаторских работ в области молекулярной генетики, иммунологии и генетической основы рака. Его исследования структуры генов, которые несут код для молекул антител, были первыми в своём роде. Основное внимание было уделено вопросу того, как огромное разнообразие молекул антител формируется из ограниченного числа генов. В 1988 году Ледер и Стюарт получили первый патент на генную инженерию животного. Этим животным была мышь, которой ввели определённые гены, чтобы увеличить восприимчивость к раку. Такие мыши стали известны как «онкомыши», они были использованы в лабораторном исследовании терапии рака.
В 1968 году Ледер возглавил биохимический факультет по программе Фонда повышения уровня образования и науки в Национальном институте здравоохранения. В 1972 году он был назначен директором лаборатории молекулярной генетики в том же учреждении и оставался на этом посту до 1980 года. После этого вернулся в Гарвардскую медицинскую школу, где основал новую кафедру генетики. Он ушёл в отставку с этого поста в 2008 году.

## Награды и признание
- 1980 — Warren Triennial Prize
- 1981 — Richard Lounsbery Award[англ.]
- 1981 — Премия Диксона
- 1983 — Премия Харви
- 1985 — Медаль Общества генетики Америки[англ.]
- 1986 — Simon M. Shubitz Cancer Prize and Lectureship
- 1987 — Премия Альберта Ласкера за фундаментальные медицинские исследования
- 1989 — Мемориальные лекции Вейцмана
- 1989 — Национальная научная медаль США
- 1990 — Премии Хейнекена
- 1997 — Премия Уильяма Аллана[англ.]
- 2008 — Медаль Роберта Коха

Являлся членом Национальной академии наук США, Американской академии искусств и наук и Института медицины.